# Санминьятелли Дзабарелла, Алессандро
Алессандро Санминьятелли-Дзабарелла (итал. Alessandro Sanminiatelli-Zabarella; 3 августа 1840, Радикондоли, Великое герцогство Тосканское — 24 ноября 1910, Монте-Кастелло-ди-Вибио, королевство Италия) — итальянский куриальный кардинал. Титулярный архиепископ Тианы с 31 июля 1874 по 19 июня 1899. Великий элемозинарий Его Святейшества с 31 июля 1874 по 23 августа 1887. Титулярный латинский патриарх Константинопольский с 22 июня 1899 по 24 ноября 1910. Камерленго Священной Коллегии Кардиналов с 22 июня 1903 по 27 марта 1905. Кардинал in pectore с 19 июня 1899 по 15 апреля 1901. Кардинал-священник с 15 апреля 1901, с титулом церкви Санти-Марчеллино-э-Пьетро с 18 апреля 1901. 